# イバル川
イバル川（セルビア語: Ибар, Ibar、発音: [îbar]、アルバニア語: Ibër, Ibri）は、モンテネグロ、コソボ、セルビアを流れる河川である。長さは272 km (169 mi)。
ハイラ山から始まり、モンテネグロ東部、セルビア南西部、コソボ北部を経てセルビアに戻り、クラリェヴォ附近でザーパドナー・モラヴァ川に合流する。

## 名称
名称の由来について定説は存在しない。イリュリア語でブロンドや明るいを意味するibardに由来する説、バスク語で川を意味するIbērに由来し、つまりスペインのエブロ川と同じ由来であるとする説、かつての名称がヒベルスだったことからギリシャ語に由来する説などが唱えられている。

## 流路
モンテネグロのハイラ山から北東に流れ出し、セルビアへと入る。ラシュカ郡の南端を流れる間に周囲の山からも水が流れ込むが、この辺りでは大きな支流は存在しない。この流路はセルビアとモンテネグロを結ぶ主要街道の一つにもなっている。
南に進み続けてコソボに入る地点にはガジボダ湖が建設された。さらに下流にもプリドヴォリツァ湖が建設されている。その後鉱業が盛んな大都市であるミトロヴィツァを経て北に流路を変えると、シトニツァ川が合流してくる。
再び国境を跨いでセルビアに戻ると、ラシュカ川、ストゥデニツァ川などが合流してくる。その後東のゴリヤ山、チェメルノ山、トログラヴ山と西のジェリン山、ストロヴィ山に挟まれた地を蛇行しながら峡谷を作って流れている。これらの峡谷は歴史の谷、ライラックの谷、温泉の谷等と様々な呼び名をされている。この辺りはコパオニク山脈の鉱物資源が豊富な地域であり、鉄鉱石、ニッケル、アスベスト、菱苦土鉱、無煙炭等が採掘できる。他方で嘗てはフェノールが流れ出てセルビアで最も汚染された川としても知られた。
クラリェヴォ近辺でザーパドナー・モラヴァ川に合流し、ドナウ川の一部となって黒海に流れ込む。

## 発電
2009年にセルビアとイタリアはイバル水力発電所建設で合意し、この川の10か所に発電所を作ることとなった。両国合弁の会社が設立され、国会も通過したものの、2011年にイタリア政府が海外への投資を減らす方針に変わり、この合意も反故になった。これによって転居予定であったボヤニチの住人は移住する必要がなくなったが、既に道路だけは4か所付け替えられていた。その後2021年に計画は期限切れとなったものの、2023年1月に建設は難しくなく、予算もあまりかからないとして再び建設を訴えだした専門家も現れた。

### 書籍
- Mala Prosvetina Enciklopedija, Third edition (1985); Prosveta; ISBN 86-07-00001-2
- Jovan Đ. Marković (1990): Enciklopedijski geografski leksikon Jugoslavije Svjetlost-Sarajevo; ISBN 86-01-02651-6